# Aloe jawiyon
Aloe jawiyon es una especie de planta suculenta perteneciente a la familia de los aloes. Es endémica de Yemen en Socotra. Su hábitat natural son las áreas rocosas. 

## Distribución y hábitat
Aloe jawiyon no parece ser objeto de amenaza inmediata. La estructura de la población y las plantas son generalmente sanas. En ocasiones se cosechan, pero la savia es inferior a la de Aloe perryi. Sin embargo, la distribución está bastante fragmentada y si la cosecha fuera mayor podría convertirse rápidamente en peligro. Es endémica de Socotra, donde se encuentra en las zonas secas, prefiere superficies planas o pendientes suaves en el pavimento de piedra caliza a una altitud de 500-800 m.

## Taxonomía
Aloe jawiyon fue descrita por S.J.Christie, D.P.Hannon & Oakman ex A.G.Mill. y publicado en Ethnofl. Soqotra Archipelago 723, en el año 2004.
Etimología
Aloe: nombre genérico de origen muy incierto: podría ser derivado del griego άλς, άλός (als, alós), "sal" - dando άλόη, ης, ή (aloé, oés) que designaba tanto la planta como su jugo - debido a su sabor, que recuerda el agua del mar. De allí pasó al Latín ălŏē, ēs con la misma aceptación, y que, en sentido figurado, significaba también "amargo". Se ha propuesto también un origen árabe, alloeh, que significa "la sustancia amarga brillante"; pero es más probablemente de origen complejo a través del hébreo: ahal (אהל), frecuentemente citado en textos bíblicos.
jawiyon: epíteto derivado del nombre común je’awiyon, utilizado en Socotora.